# Kollfjarðartunnilin
De Kollfjarðartunnilin is een verkeerstunnel op de Faeröer, een eilandengroep die een autonoom gebied vormt binnen het Deense Koninkrijk. De tunnel verbindt de dorpen Kaldbaksbotnur en Oyrareingir met elkaar op het eiland Streymoy. De tunnel werd geopend in 1992 en is 2816 meter lang. 
De tunnel vormt een belangrijke verkeersader tussen de hoofdstad van Faeröer Tórshavn en de noordelijke eilanden. Zonder de tunnel moest het verkeer over een bergachtige weg met meer weersinvloeden. De verbinding naar Tórshavn is door de komst van de tunnel veel betrouwbaarder geworden.